# ریو ناتسومه
ریو ناتسومه (انگلیسی: Rio Natsume؛ زاده ۲۰ فوریهٔ ۱۹۸۵) یک مانکن اهل ژاپن است. 